# Planum occipitale

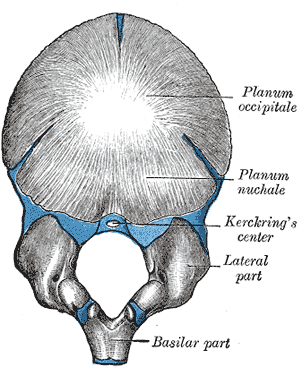
A nyakszirtcsont születéskor (jól látható felül a planum occipitale)

A planum occipitale (planum = sík, occipitale = nyakszirt) a nyakszirtcsont (os occipitale) squama occipitalis nevű részén található a legmagasabb linea nuchal felett. A nyakszirti izom (musculus occipitalis) fedi.